# Groupe Fer de lance mélanésien
Pour les articles homonymes, voir Fer de lance et GFL.

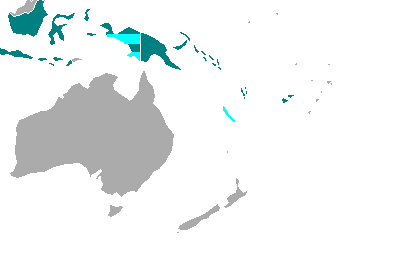
Les cinq États membres (en turquoise), la Nouvelle-Calédonie (en bleu ciel), et la Nouvelle-Guinée occidentale (striée, étant représentée à la fois par l'Indonésie, membre associé, et par le Mouvement de libération uni pour la Papouasie-Occidentale, membre observateur).

Le Groupe Fer de lance mélanésien (GFLM ou GFL) est une alliance de pays mélanésiens regroupant les îles Salomon, la Papouasie-Nouvelle-Guinée, le Vanuatu, les Fidji, l'Indonésie (membre associé) et le Front de libération nationale kanak et socialiste (FLNKS), officiellement créé en mars 1988 à Port-Vila. La Papouasie-Nouvelle-Guinée, les îles Salomon et le Vanuatu en sont les trois membres fondateurs. Le groupe est proche du Mouvement des non-alignés, les îles Salomon étant le seul État du Fer de lance à ne pas être membre de cette organisation.

## Historique
Créé à l'origine par les États mélanésiens pour « regrouper leurs forces afin de peser lourd dans la balance régionale et internationale en faveur de l’indépendance de la Nouvelle-Calédonie », l'organisation a évolué depuis les années 1990 vers un accord de coopération économique, renforcé par une volonté de solidarité inter-mélanésienne.
L'accord commercial du GFLM a été signé en 1993 par la Papouasie-Nouvelle-Guinée de Paias Wingti, les Îles Salomon de Solomon Mamaloni et le Vanuatu de Maxime Carlot Korman. Lors de la 6e réunion des ministres du Commerce et de l'Économie du GMFL tenue à Honiara le 16 avril 1997, la délégation des Fidji du général Sitiveni Rabuka indique sa volonté d'adhérer à l'accord commercial, ce qui est accepté lors du Sommet des dirigeants du GFLM de 1997 et officialisé le 14 avril 1998. Cet accord est compatible avec l'Organisation mondiale du commerce (OMC), dont sont membres la Papouasie-Nouvelle-Guinée, les Îles Salomon, les Fidji, l'Indonésie et, depuis 2012, le Vanuatu.
Le GFLM a exprimé à plusieurs reprises son soutien pour le FLNKS et la cause indépendantiste kanak depuis les années 1980. En 1990, le FLNKS est devenu un membre du Groupe mélanésien Fer de lance.
Le 23 mars 2007, les membres signent l'accord d'établissement du Groupe mélanésien Fer de lance, qui régularise l'organisation au regard du droit international, créant par la même occasion un secrétariat général permanent, installé à Port-Vila au Vanuatu dans un bâtiment construit par la Chine et cédé au GMFL en novembre 2007. L'influence exercée sur le groupe par la Chine, attirée par les ressources des petits États du Pacifique, semble problématique à certains analystes internationaux.
Le premier directeur général est le Papou-Néo-Guinéen Rima Ravusiro, désigné en juin 2008. Il est remplacé en septembre 2011 par le Salomonais Peter Forau.
En juin 2015, le Groupe prend la décision controversée d'admettre la candidature de l'Indonésie à devenir membre associé. Dans le même temps, il rejette la candidature du Mouvement uni pour la libération de la Papouasie occidentale (qui souhaite l'indépendance de la Nouvelle-Guinée occidentale vis-à-vis de l'Indonésie), mais admet le Mouvement comme observateur. La candidature du Mouvement uni pour la libération de la Papouasie occidentale à devenir membre à part entière du Groupe est soutenue par le Vanuatu et, à partir de 2023, par le gouvernement fidjien de Sitiveni Rabuka, mais la Papouasie-Nouvelle-Guinée y demeure opposée. Ainsi, le 25 août 2023, le Groupe Fer de lance rejette une nouvelle fois la candidature du Mouvement. En septembre, rencontrant le président indonésien Joko Widodo à Djakarta pour discuter notamment de l'aide indonésienne à la construction d'un réseau électrique dans les provinces occidentales de Papouasie-Nouvelle-Guinée, le Premier ministre papou-néo-guinéen James Marape confirme qu'il s'est opposé à la candidature du Mouvement, et ajoute qu'il estime que la Papouasie-Nouvelle-Guinée « n'a aucun droit » de critiquer ce que l'Indonésie fait en Papouasie occidentale.

## Dirigeants des membres fondateurs
En 1988, les trois États fondateurs et leurs dirigeants étaient : 
- Papouasie-Nouvelle-Guinée : Paias Wingti (Premier ministre)
- Îles Salomon : Ezekiel Alebua (Premier ministre)
- Vanuatu : Walter Lini (Premier ministre)

## Dirigeants actuels des membres
Au 9 septembre 2023, les dirigeants des membres du GFLM sont :
- Fidji : Sitiveni Rabuka (Premier ministre)
- FLNKS : Victor Tutugoro (porte-parole du bureau)
- Papouasie-Nouvelle-Guinée : James Marape (Premier ministre)
- Îles Salomon : Manasseh Sogavare (Premier ministre)
- Vanuatu : Sato Kilman (Premier ministre)
- Indonésie (membre associé) : Joko Widodo (Président)
- ULMWP (membre observateur) : Oktovianus Mote (secrétaire général)